# Portland, Victoria
Portland là một thành phố ở bang Victoria, Úc, cách thủ phủ Melbourne khoảng 362 km về phía tây. Thành phố có dân số 10.900 người (năm 2018). Đây là trung tâm thành thị chính của Shire of Glenelg. Portland nằm bên vịnh Portland.

## Địa lý

### Khí hậu
Portland có khí hậu Địa Trung Hải giáp ranh với khí hậu đại dương (phân loại khí hậu Köppen Csb/Cfb). Vị trí ven biển của thành phố giúp điều hòa nhiệt độ trong mùa hè. Portland có lượng mưa vừa phải vào mùa đông.
| Dữ liệu khí hậu của Portland            | Dữ liệu khí hậu của Portland | Dữ liệu khí hậu của Portland | Dữ liệu khí hậu của Portland | Dữ liệu khí hậu của Portland | Dữ liệu khí hậu của Portland | Dữ liệu khí hậu của Portland | Dữ liệu khí hậu của Portland | Dữ liệu khí hậu của Portland | Dữ liệu khí hậu của Portland | Dữ liệu khí hậu của Portland | Dữ liệu khí hậu của Portland | Dữ liệu khí hậu của Portland | Dữ liệu khí hậu của Portland |
| Tháng                                   | 1                            | 2                            | 3                            | 4                            | 5                            | 6                            | 7                            | 8                            | 9                            | 10                           | 11                           | 12                           | Năm                          |
| --------------------------------------- | ---------------------------- | ---------------------------- | ---------------------------- | ---------------------------- | ---------------------------- | ---------------------------- | ---------------------------- | ---------------------------- | ---------------------------- | ---------------------------- | ---------------------------- | ---------------------------- | ---------------------------- |
| Cao kỉ lục °C (°F)                      | 42.3 (108.1)                 | 40.6 (105.1)                 | 40.9 (105.6)                 | 33.9 (93.0)                  | 27.8 (82.0)                  | 20.8 (69.4)                  | 21.1 (70.0)                  | 24.4 (75.9)                  | 28.3 (82.9)                  | 36.0 (96.8)                  | 38.9 (102.0)                 | 41.7 (107.1)                 | 42.3 (108.1)                 |
| Trung bình ngày tối đa °C (°F)          | 21.8 (71.2)                  | 21.9 (71.4)                  | 20.7 (69.3)                  | 18.4 (65.1)                  | 16.1 (61.0)                  | 14.1 (57.4)                  | 13.6 (56.5)                  | 14.4 (57.9)                  | 15.8 (60.4)                  | 17.3 (63.1)                  | 18.8 (65.8)                  | 20.5 (68.9)                  | 17.8 (64.0)                  |
| Tối thiểu trung bình ngày °C (°F)       | 12.7 (54.9)                  | 13.1 (55.6)                  | 12.0 (53.6)                  | 10.3 (50.5)                  | 8.7 (47.7)                   | 7.5 (45.5)                   | 6.5 (43.7)                   | 6.9 (44.4)                   | 7.8 (46.0)                   | 8.9 (48.0)                   | 10.3 (50.5)                  | 11.6 (52.9)                  | 9.7 (49.5)                   |
| Thấp kỉ lục °C (°F)                     | 4.4 (39.9)                   | 3.3 (37.9)                   | 2.0 (35.6)                   | 1.1 (34.0)                   | −0.6 (30.9)                  | −2.2 (28.0)                  | −2.8 (27.0)                  | −1.7 (28.9)                  | −0.3 (31.5)                  | 0.6 (33.1)                   | 2.2 (36.0)                   | 3.3 (37.9)                   | −2.8 (27.0)                  |
| Lượng Giáng thủy trung bình mm (inches) | 35.5 (1.40)                  | 32.7 (1.29)                  | 42.4 (1.67)                  | 64.1 (2.52)                  | 88.2 (3.47)                  | 99.6 (3.92)                  | 108.6 (4.28)                 | 107.4 (4.23)                 | 85.2 (3.35)                  | 68.6 (2.70)                  | 52.0 (2.05)                  | 45.2 (1.78)                  | 827.1 (32.56)                |
| Số ngày giáng thủy trung bình           | 8.6                          | 7.8                          | 11.3                         | 14.6                         | 18.4                         | 19.5                         | 21.0                         | 20.9                         | 18.3                         | 15.9                         | 12.6                         | 10.9                         | 179.8                        |
| Nguồn:                                  |                              |                              |                              |                              |                              |                              |                              |                              |                              |                              |                              |                              |                              |